# Nikolaj Putjkov
Nikolaj Georgijevitj Putjkov (ryska: Николай Георгиевич Пучков) född 30 januari 1930 i Moskva, Sovjetunionen, död 9 augusti 2005 i Sankt Petersburg, var en sovjetisk, senare rysk ishockeymålvakt och ishockeytränare. Han spelade för VVS MVO Moskva och HK CSKA Moskva.

## Karriär
Nikolaj Putjkov spelade i det första sovjetiska landslaget i ishockey, som blev världsmästare i sin debut på VM 1954. Två år senare, 1956, blev Putjkov olympisk mästare i Cortina d'Ampezzo. Fram till 1960 vann han fyra silvermedaljer på VM, innan han avslutade sin internationella karriär 1963. Totalt genomförde han 90 landskamper.  
Efter att ha avslutat hans aktiva karriär arbetade Putjkov som tränare. 1973 och 1974 var han assisterande landslagstränare vid sidan av Vsevolod Bobrov.  Mellan 1963 och 1980 och säsongen 2001-2002 var han ansvarig för SKA Leningrad, vilka han 1971 ledde till tredje plats i de sovjetiska mästerskapen i ishockey. Han vann också med Spengler Cup 1970 och 1971 med laget. Mellan 1980 och 1990 var han huvudtränaren för Izjorets Leningrad.  
Från 2002 fram till sin död arbetade Putjkov med ungdomsfotboll och SKA Sankt Petersburgs sportskola. Putjkov dog vid en ålder av 75 år och begravdes på Norra kyrkogården i Sankt Petersburg. År 2007 grundades en hockeyskola för målvakter, uppkallad efter Nikolaj Putjkov.